# شش و هشت
شش و هشت (یا در زبان عامیانه: شیش و هشت) اصطلاحی است که برای توصیف نوعی از موسیقی ایرانی به کار می‌رود که ضرب‌آهنگ شش هشتم (6
8) دارد و به لحاظ حس موسیقایی، حالتی شورانگیز و رقص‌آور دارد.

## تعریف

الگوی ضربیِ «شیر مادر» که در رِنگ‌های موسیقی ایرانی و آهنگ‌های شش و هشت رایج است؛ نت‌های توپر نشان‌دهندهٔ ضرب قوی و نت‌هایی که به شکل ضربدر هستند نشانهٔ ضرب‌های ضعیف هستند. بشنوید

اصطلاح شش و هشت در اصل به کسر میزان شش هشت (یا شش هشتم) اشاره دارد که در نت‌نویسی با نماد 6
8 نشان داده می‌شود. با این حال، هر موسیقی شش هشتمی را نمی‌توان «شش و هشت» نامید. شش و هشت معمولاً برای توصیف موسیقی ایرانی که دارای این ضرب‌آهنگ باشد و حالتی شورانگیز و رقص‌آور داشته باشد به کار می‌رود. (منظور از «موسیقی ایرانی» در اینجا، موسیقی‌ای است که معمولاً در ارتباط با ایران شناخته می‌شود؛ شش و هشت در موسیقی برخی مناطق مجاور ایران، از جمله افغانستان، نیز رایج است).
از دیدگاه تئوری موسیقی، ریتم شش هشت یک ریتم دوضربی ترکیبی است و نه یک ریتم شش ضربی؛ به بیان دیگر، این ریتم دو ضرب قوی دارد و هر میزانش متشکل از دو بخشِ سه هشت (3
8) است. این نوع ریتم، در موسیقی ایرانی رایج است اما هر قطعه‌ای که این ضرب‌آهنگ را داشته باشد «شش و هشت» تلقی نمی‌شود. برای نمونه تصنیف مرغ سحر نیز از این ضرب‌آهنگ برخوردار است، اما ساختار آن متشکل از دو بخش سه‌ضربی نیست بلکه حاصل جمع یک بخش دوضربی و یک بخش چهارضربی است، و سرعت اجرای این قطعه هم کمتر از رنگ‌ها یا چهارمضراب‌هایی مثل شهرآشوب است و حالت رقص‌آور ندارد.

## تاریخچه
موسیقی شش و هشت احتمالاً ریشه در رِنگ دارد؛ رنگ یک فرم یا گونه از موسیقی سنتی ایرانی است که حالتی شاد و رقص‌آفرین دارد و در آن از ریتم شش هشتم استفاده می‌شود. رایج‌ترین الگوی ریتمیک در رنگ‌ها، الگویی به نام «شیرِ مادر» است که در موسیقی‌های شش و هشت هم متداول است. رنگ‌ها هم در موسیقی سنتی (در ردیف موسیقی ایرانی) و هم در موسیقی عامیانه (به خصوص در رقص‌ها از نوع شهری) نواخته می‌شده‌اند.

## اهمیت فرهنگی
موسیقی شش و هشت ارتباط تنگاتنگی با فرهنگ موسیقایی ایران دارد، تا جایی که برخی موسیقی‌دانان ایرانی آن را مختص موسیقی ایرانی می‌دانند و رابطه‌اش با موسیقی ایرانی را مانند رابطهٔ سامبا با موسیقی برزیل یا سالسا با موسیقی اسپانیا توصیف کرده‌اند. در مقابل، برخی موسیقی‌دانان ایرانی نظیر موسیقی شش و هشت را نوع نازلی از موسیقی می‌دانند که اصالتاً به مراسم عروسی و مجالس خانگی تعلق دارد، و نسبت به افزایش این موسیقی در اجراهای رسمی و کنسرت‌ها ابراز نگرانی کرده‌اند.
از ریتم شش و هشت برای «ایرانیزه» کردن موسیقی‌های غیر ایرانی نیز استفاده شده‌است. برای نمونه، آهنگ انگلیسی تولد شما مبارک که معروفترین آهنگ تولد در جهان است، در دههٔ ۱۳۳۰ و ۱۳۴۰ خورشیدی و با رواج جشن‌های تولد در ایران، گاهی با ریتم شش و هشت اجرا می‌شد و روی آن شعر فارسی نیز می‌گذاشتند.
به گفتهٔ بیژن کامکار، پس از انقلاب اسلامی، تا مدتی موسیقی شش و هشت در ایران ممنوع بود. در صدا و سیمای جمهوری اسلامی نیز تا سال‌ها پخش موسیقی شش و هشت ممنوع بود و دستور این ممنوعیت به فریدون شهبازیان منتسب شده‌است. در سال‌های اخیر نیز برخی از موسیقی‌دانان ایرانی از منتشر نشدن آثارشان به دلیل وجود قطعات شش و هشت خبر داده‌اند. در رسانه‌ها نیز شش و هشت گاهی به عنوان فرمی مبتذل از موسیقی برشمرده شده‌است، و رواج کنسرت‌های شش و هشتی نشانه‌ای از وضعیت نامطلوب موسیقی ایران تلقی شده‌است. این در حالی است که در ایران ترانه‌ها و آلبوم‌های شش و هشت گاهی در صدر پرفروش‌ترین‌ها قرار گرفته‌اند.